# Douglas B-18 Bolo
Douglas B-18 Bolo — американский средний бомбардировщик.
Создан в начале 1930-х годов. Первый полёт совершил в 1935 году. Разработан в рамках конкурса на замену Martin B-10/12 в соперничестве с Martin (машина 146) и Boeing (машина 299). В связи с активным применением наработок и агрегатов авиалайнеров DC-2 и DC-3 получился проще и дешевле, и быстрее достиг готовности, чем конкурент из Boeing и был признан победителем. Однако по этим же причинам быстро устарел и был отведен во вторую линию. Применялся ВВС США во время Второй мировой войны. Всего было построено около 350 самолётов .

## ТТХ
- Год принятия на вооружение — 1937
- Размах крыла — 27,28 м
- Длина — 17,63 м
- Высота — 4,62 м
- Площадь крыла — 89,65 м²
- Масса, кг
  -  — пустого самолета — 7400
  -  — нормальная взлетная — 12550
- Тип двигателя — 2 ПД Wright R-1820-53 Cyclone 9
- Мощность — 2 х 1000 л. с.
- Максимальная скорость — 346 км/ч
- Крейсерская скорость — 269 км/ч
- Практическая дальность — 1930 км
- Практический потолок — 7285 м
- Экипаж — 6 чел
- Вооружение 3 х 7,62-мм пулемета (в носовой, верхней и нижней частях фюзеляжа);до 2948 кг бомб.